# Sporisorium themedae
Sporisorium themedae är en svampart som först beskrevs av Duke, och fick sitt nu gällande namn av Vánky 1994. Sporisorium themedae ingår i släktet Sporisorium och familjen Ustilaginaceae.   Inga underarter finns listade i Catalogue of Life.